# Prix Louise-Hay
Pour les articles homonymes, voir Hay.
Le prix Louise-Hay est une distinction en mathématiques créée en 1990 par l'Association for Women in Mathematics. Il est décerné à une enseignante en mathématiques, en reconnaissance de ses contributions dans cette discipline.
Le prix est créé en l'honneur de Louise Hay (1935-1989), mathématicienne américaine et membre fondatrice de l'Association for Women in Mathematics.

## Lauréates
Les femmes suivantes ont été à l'honneur avec le prix Louise-Hay :
- 2023 : Nicole M. Joseph[3],[4]
- 2022 : Vilma Mesa[5]
- 2021 : Lynda Wiest[6],[7]
- 2020 : Erika Tatiana Camacho[8]
- 2019 : Jacqueline Dewar[9]
- 2018 : Kristin Umland[10]
- 2017 : Cathy Kessel[11]
- 2016 : Judy Walker[12]
- 2015 : T. Christine Stevens[13]
- 2014 : Sybilla Beckmann[14]
- 2013 : Amy Cohen-Corwin[15]
- 2012 : Bonnie Gold[16],[17]
- 2011 : Patricia Campbell[18],[19]
- 2010 : Phyllis Chinn[20]
- 2009 : Deborah Loewenberg Ball[21]
- 2008 : Harriet Pollatsek[22]
- 2007 : Virginia Warfield[23],[24]
- 2006 : Patricia Clark Kenschaft[25]
- 2005 : Susanna S. Epp[26]
- 2004 : Bozenna Pasik-Duncan[27],[28]
- 2003 : Katherine Puckett Layton[29]
- 2002 : Annie Selden[30]
- 2001 : Patricia D. Shure[31],[32]
- 2000 : Joan Ferrini-Mundy[33],[34]
- 1999 : Martha K. Smith
- 1998 : Deborah Hughes Hallett
- 1997 : Marilyn Burns[35]
- 1996 : Glenda Lappan et Judith Roitman[36]
- 1995 : Etta Zuber Falconer
- 1994 : Kaye A. de Ruiz[37]
- 1993 : Naomi Fisher[38]
- 1992 : Olga Beaver[39]
- 1991 : Shirley M. Frye[40]